# Vano de 6
El vano de 6 és una estructura composta de 3 pilars: un pilar de 6 que queda flanquejat a banda i banda per sengles pilars de 5, donant una forma triangular a l'estructura global. Cada pilar es basteix de forma independent però de forma sincronitzada perquè les 3 aletes dels castells es realitzin alhora.
Aquest és un castell que s'ha realitzat en molt poques ocasions degut a la dificultat d'haver de bastir els dos pilars de 5 de forma simultània al pilar de 6, castell molt tècnic que necessita una alta concentració.
Els primers a realitzar-lo al segle xx van ser els Castellers de Vilafranca (en la diada de Sant Miquel del 29 de setembre de 1996), i també l'han bastit els Bordegassos de Vilanova (a Vilanova i la Geltrú el 5 d'agost de 1999), els Minyons de Terrassa (el 15 de novembre de 2008 a Terrassa) i els Castellers de Barcelona (2 d'agost del 2014).
Els Minyons de Terrassa i els castellers de Barcelona han realitzat una variant d'aquest castell, anomenada vano de 6 complet consistent a bastir, a banda i banda dels dos pilars de 5 de l'estructura, dos pilars de 4, aquesta estructura va ser descarregada per primer cop pels Minyons el 16 de novembre de 2008 a Terrassa.

## Vano de 6 complet
El vano de 6 complet és un vano de 6 flanquejat per pilars de 4, donant una forma triangular a l'estructura global. Cada pilar es basteix de forma independent però de forma sincronitzada perquè les 5 aletes dels castells es realitzin alhora.
Aquesta estructura té una dificultat quasi idèntica a la del vano de 6, ja que la complexitat rau en els tres pilars centrals de 6 i de 5, i no en els dos pilars de 4 exteriors. Aquesta estructura l'han fet sis colles, els Minyons de Terrassa (2008 i 2015), els Castellers de Barcelona (2014) la Colla Jove Xiquets de Tarragona (2016), els Castellers de Sants (2016), els Nens del Vendrell (2016) i els Capgrossos de Mataró (2019).

### Història
Els primers en tota la història dels castells a realitzar-lo van ser els Minyons de Terrassa, que el descarregaren per primer cop el 16 de novembre del 2008 a Terrassa, com a cloenda d'una actuació històrica en la seva XXX Diada de la Colla en la qual s'assolí el també primer tres de nou amb l'agulla mai vist.
El 2 d'agost del 2014 aquesta estructura fou també descarregada pels Castellers de Barcelona durant la diada de Màrtirs Street de Vilafranca del Penedès.
La darrera ocasió en què es va poder veure fou també a càrrec dels Minyons de Terrassa, que el van descarregar el 9 de maig del 2015, com a colofó de l'exhibició castellera de la XIII Fira Modernista de Terrassa.